# Zwölfaxing und Pellendorf
Die Herrschaft Zwölfaxing und Pellendorf war eine Grundherrschaft im Viertel unter dem Wienerwald im Erzherzogtum Österreich unter der Enns, dem heutigen Niederösterreich.

## Ausdehnung
Die Herrschaft umfasste zuletzt die Ortsobrigkeit über Zwölfaxing und Pellendorf. Der Sitz der Verwaltung befand sich im Schloss Zwölfaxing.

## Geschichte
Der letzte Inhaber der Familienfideikommissherrschaft war Ferdinand Malkolm Graf von Gatterburg (1803–1882). Als Folge der Reformen 1848/1849 löste er die Herrschaft auf.